# Estación Parque de Montjuic
La Estación Parque de Montjuic es una estación del funicular y del teleférico de Montjuic, ambos operados por la empresa municipal TMB.
| << cabecera | < estación | línea | estación > | cabecera >> |
| ----------- | ---------- | ----- | ---------- | ----------- |
| terminal    | terminal   |       | Paral·lel  | Paral·lel   |
| Castell     | Mirador    |       | terminal   | terminal    |